# TOK FC
TOK FC, voluit Team of Keys Football Club, is een Surinaamse voetbalclub. De club komt uit Moengo in het district Marowijne en is lid van de Moengo Sportbond. De club promoveerde na het Lidbondentoernooi van 2023 naar de SVB-Tweede Divisie. De club heeft het Ronnie Brunswijkstadion als thuisbasis.